# Ecco2k
Ecco2k, pseudonimo di Zak Arogundade Gaterud (Londra, 23 ottobre 1994), è un rapper e produttore discografico britannico naturalizzato svedese.

## Biografia
Nato a Londra da padre inglese e madre svedese, suo padre Ben Arogundade è uno scrittore e designer mentre sua madre è una makeup artist. A due anni si trasferisce con la famiglia a Stoccolma, nel quartiere di Hornstull. Nel 2013 è tra i membri fondatori della Drain Gang, collettivo musicale di Stoccolma di cui fanno parte i rapper Bladee e Thaiboy Digital e il produttore Whitearmor.
Ad aprile 2021 pubblica il suo primo EP, intitolato PXE.
A marzo 2022 esce l'album Creest, realizzato in collaborazione con Bladee al quale fa seguito una tournée nazionale negli Stati Uniti.

## Discografia

### Album in studio
- 2019 - E
- 2022 - Crest (con Bladee)

### Mixtape
- 2013 - GTBSG Compilation (con Bladee, Thaiboy Digital, Whitearmor e Yung Sherman)
- 2017 - D&G (con Bladee e Thaiboy Digital)
- 2019 - Trash Island (con Bladee e Thaiboy Digital)

### EP
- 2021 - PXE